# Eleições regionais em Baden-Württemberg de 1976
As eleições regionais em Baden-Württemberg de 1976 foram realizadas a 4 de Abril e, serviram para eleger os 121 deputados para o parlamento regional.
A União Democrata-Cristã foi, novamente, a grande vencedora das eleições, não só mantendo a maioria absoluta parlamentar, como crescendo em votos, conquistando 56,7% dos votos.
O Partido Social-Democrata da Alemanha teve uma queda de votos e deputados, ficando-se pelos 33,3% dos votos e 41 deputados.
O Partido Democrático Liberal também obteve um mau resultado, caindo para os 7,8% dos votos e 9 deputados.
Após as eleições, o governo regional continuou a ser liderado pelos democratas-cristãos.

## Resultados Oficiais
| Partido                 | Partido                     | Votos     | %     | +/-   | Deputados | +/-   |
| ----------------------- | --------------------------- | --------- | ----- | ----- | --------- | ----- |
|                         | União Democrata-Cristã      | 2 573 147 | 56,72 | 3,80  | 71 / 121  | 6     |
|                         | Partido Social-Democrata    | 1 510 012 | 33,29 | 4,27  | 41 / 121  | 4     |
|                         | Partido Democrático Liberal | 353 754   | 7,80  | 1,14  | 9 / 121   | 1     |
|                         | Outros                      | 99 602    | 2,19  |       | 0 / 121   |       |
| Votos Inválidos         | Votos Inválidos             | 60 295    | 1,31  | 0,31  |           |       |
| Total                   | Total                       | 4 596 810 | 100   |       | 121 / 121 | 1     |
| Eleitorado/Participação | Eleitorado/Participação     | 6 092 494 | 75,45 | 4,55  |           |       |
| Fonte                   | Fonte                       | [ 1 ]     | [ 1 ] | [ 1 ] | [ 1 ]     | [ 1 ] |